# Eiger Labs MPMan F10

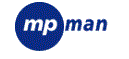

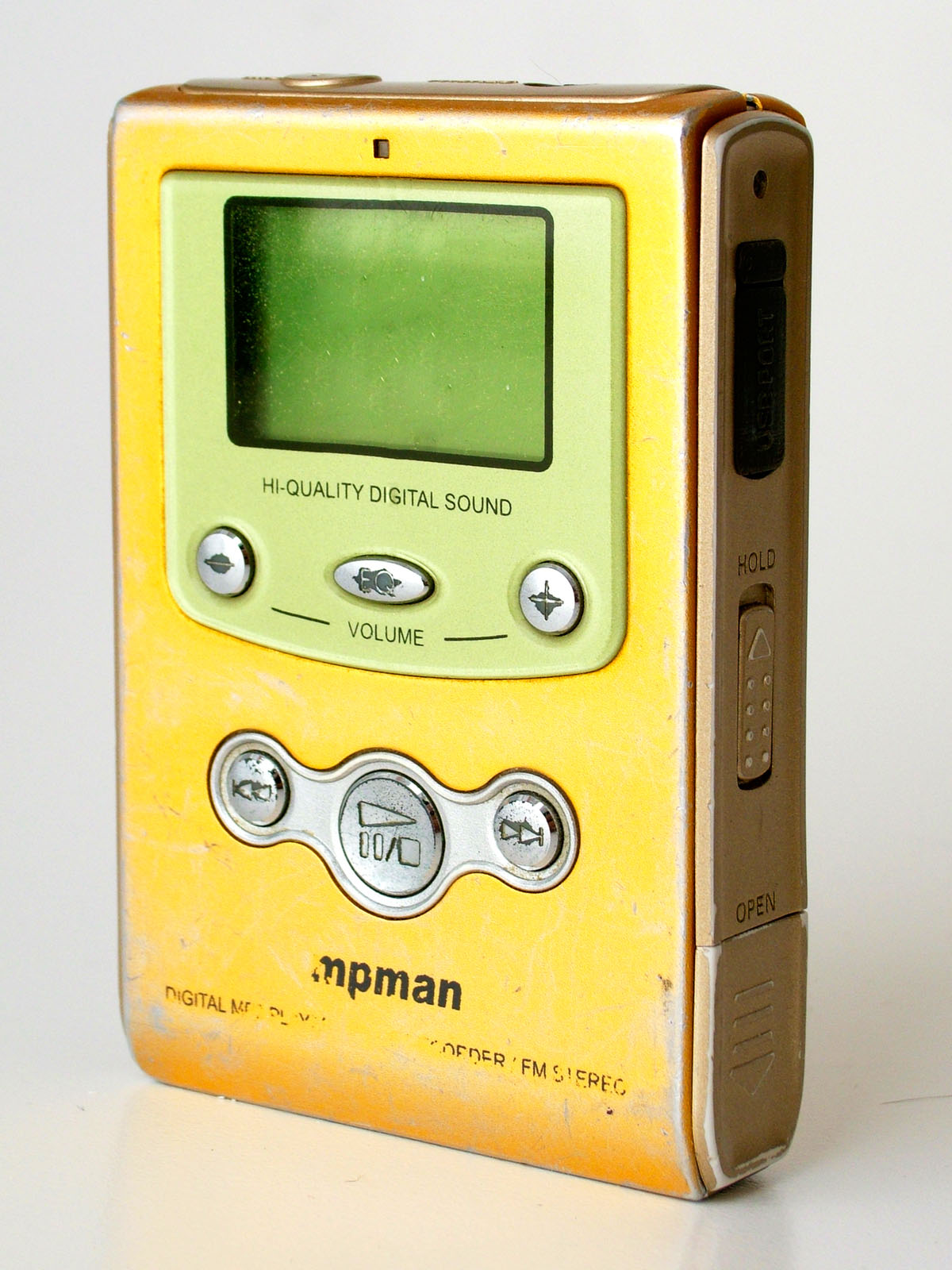
MpMan mp-f60

El MPMan F10 fue el primer reproductor MP3 portátil de la historia, desarrollado por SaeHan Information Systems con sede en Seúl, Corea e importado por Eiger Labs, Inc. Fue un reproductor de 32MB que apareció en el verano de 1998. Era un aparato muy básico aunque se podía ampliar la memoria a 64MB por un precio de $69 + $7.95 de gastos de envío.
El F20 era un modelo similar que utilizó tarjetas SmartMedia 3.3v y funcionaba con una sola pila AA en vez de una batería recargable NiMH.
El MPMan no alcanzó tanto éxito comercial como el Río PMP300, que fue lanzado poco tiempo después.